# Gevangentoren (Vlissingen)

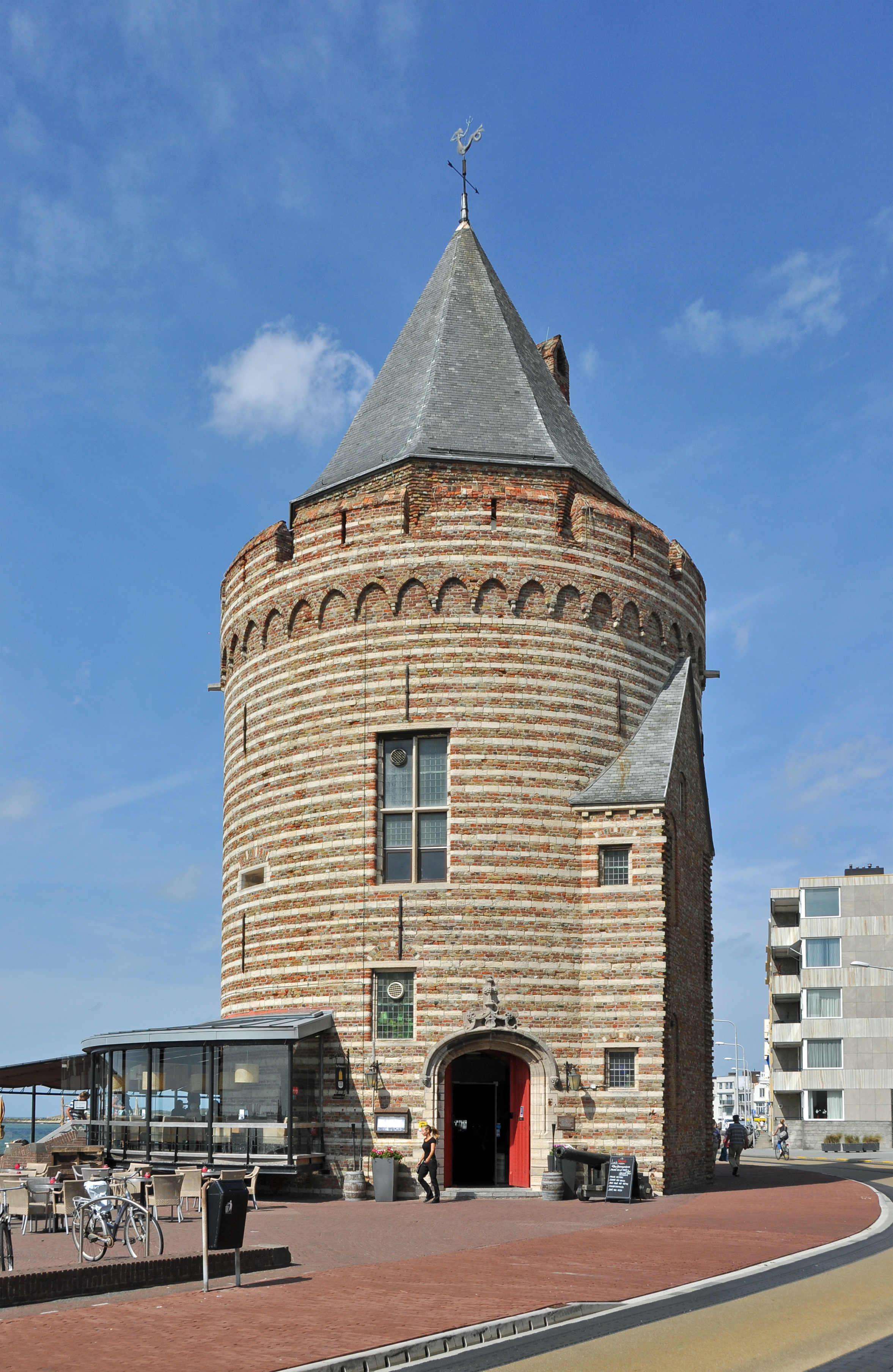
Gevangentoren in 2012

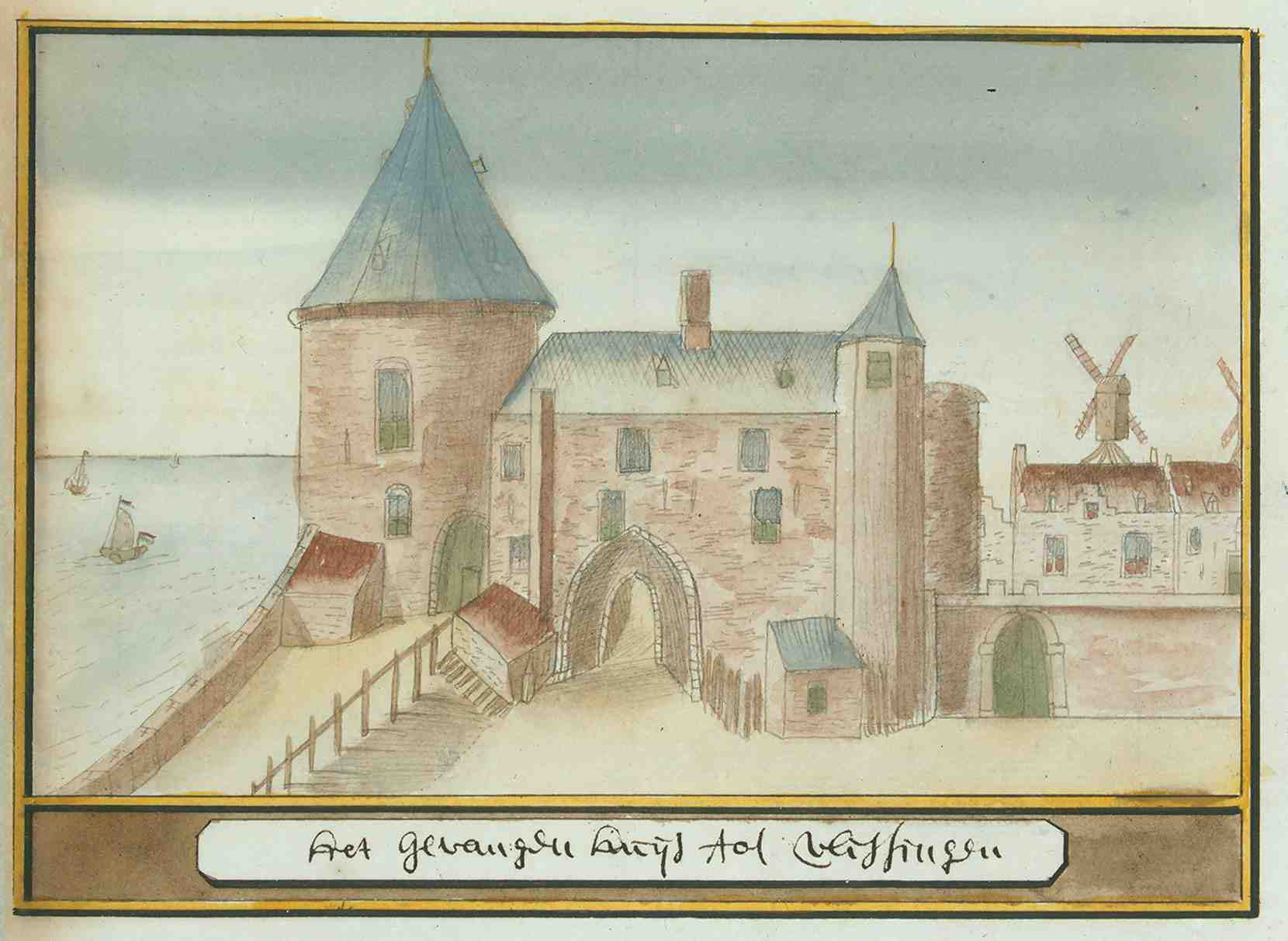
De Gevangentoren als onderdeel van de Westpoort, in het begin van de achttiende eeuw

De Gevangentoren op de boulevard in Vlissingen, in de Nederlandse provincie Zeeland, is een overblijfsel van de Westpoort uit de 16e eeuw. De toren die ook wel de 'Bomvrije' wordt genoemd is afwisselend opgebouwd uit lagen baksteen en natuursteen en voorzien van een spitse kap. Tegenwoordig is het rijksmonument in gebruik als café-restaurant.

## Geschiedenis
De Westpoort is gebouwd omstreeks 1491 en bestond uit twee torens met daartussen een poort: de Gevangentoren aan de zeezijde en een oudere kruittoren aan landzijde. Nadat de stad in 1563 naar het westen uitbreidde en de nieuwe Middelburgsche poort werd gebouwd verloor de Westpoort zijn functie als stadspoort. In 1610 kreeg het gebouw een nieuwe functie als stadsgevangenis. Tot dan toe was de gevangenis gevestigd in de kelders van het toenmalige stadhuis aan het Bellamypark. Een nieuw stadhuis werd in 1610 in gebruik genomen en de Gevangentoren werd aangewezen als nieuwe gevangenis. In het middengebouw van de Westpoort werd recht gesproken en veroordeelde gevangenen werden vastgezet in de Gevangentoren. Gevreesd was 'de donkere put', een ruimte in de kelder waar de zwaarst gestrafte misdadigers terechtkwamen.

### Franse tijd
Vlissingen kwam in 1795 onder Frans bestuur te staan en de Gevangentoren kreeg een militaire bestemming. Tijdens de beschietingen van de stad door de Engelse vloot in 1809 is de toren beschadigd. Na de Engelse aanval worden er op last van Napoleon in en rond Vlissingen grootschalige vestingwerken aangelegd. De Westpoort is in 1811 grotendeels afgebroken waarbij alleen de Gevangentoren bleef staan. De toren werd verlaagd en voorzien van een met aarde bedekt koepelgewelf. Aan deze bomvrije dakconstructie dankt de toren zijn bijnaam de 'Bomvrije'. Aan de landzijde van de toren bouwden de Fransen de Grote Kazerne of Caserne Cavalier. Deze kazerne is zwaar beschadigd tijdens de gevechten om de stad in 1944 en na de Tweede Wereldoorlog gesloopt. Na het vertrek van de Fransen uit Vlissingen in 1815 kwam de Gevangentoren in handen van het Nederlandse leger die hem in gebruik nam als militaire gevangenis. De toren zou deze functie tot omstreeks 1890 houden.

### Oudheidskamer
In de jaren 80 van de 19e eeuw kreeg de Vlissingse boulevard langzaam vorm en wordt de Gevangentoren als een hinderlijk obstakel ervaren. Om voetgangers een vrije doorgang over de boulevard te kunnen garanderen werd in 1891 een houten brug aan de zeezijde van de toren aangelegd. Toch zag men de toren liever helemaal verdwijnen zodat de op de boulevard aangelegde wandelpromenade in een rechte lijn kon doorlopen. Mede op voorspraak van de Vlissingse oudheidskamer wordt in 1893 besloten de toren niet te slopen.
In 1894 is de Gevangentoren gerestaureerd door J.A. Frederiks en geschikt gemaakt om te worden ingericht als oudheidskamer. Tijdens deze restauratie is onder meer het interieur van de toren vernieuwd en zijn de schietgaten weer opengemaakt en van vensters voorzien. Op 1 juni 1895 werd de oudheidskamer, die voorheen in het stadhuis was gevestigd, geopend in de gerestaureerde Gevangentoren.

### Verhoging
In februari 1953 werd het zuiden van Nederland getroffen door de watersnoodramp, een zware storm tijdens extreem hoge waterstand. Ook Vlissingen werd getroffen door ernstige wateroverlast. Het Nederlandse parlement besloot in de daaropvolgende jaren tot het opzetten van het Deltaplan, waarin werd geregeld alle zeedijken te versterken en te verhogen. In Vlissingen werd met name de plek waar de Gevangentoren staat als 'zwakke plek' aangewezen. Rijkswaterstaat, die het Deltaplan uitvoerde, en de Rijksgebouwendienst, eigenaar van het pand, stelden voor de toren te slopen. Het stadsbestuur was echter voor behoud van het monumentale pand en doet er met succes alles aan om de plannen te wijzigen. Er waren al vergaande plannen gemaakt om de schade te herstellen die in de Tweede Wereldoorlog was aangericht toen tijdens een bombardement een voltreffer de toren raakte. In 1958 besloot men om voor de boulevard, die op het oorspronkelijke dijklichaam is aangelegd met daarvoor een buitendijkse stadsmuur, een dijkverzwaring aan te leggen die bestond uit een zware glooiing. Uit de bouwtekening bleek echter dat daardoor het imposante aanzicht van de toren zou worden aangetast. Besloten werd daarom de toren met een verdieping te verhogen. Later werd besloten om ook het spitse puntdak, dat voor 1809 de toren sierde, opnieuw aan te brengen.